# Buczki (Dobrzeń Wielki)
Buczki – część wsi Dobrzeń Wielki w Polsce, położona w województwie opolskim, w powiecie opolskim, w gminie Dobrzeń Wielki.